# 마의 사랑
《마의 사랑》은 1987년 5월 31일에 MBC TV에서 방영된 베스트셀러극장이다.

## 줄거리
32세의 독신인 윤희(송옥숙)는 과거 친구이며 연인인 한수(맹상훈)를 버리고 미국 유학을 떠나 박사학위를 취득하고 그곳에서 결혼까지 했으나 이혼하고 귀국해 지금은 컴퓨터회사 홍보 책임자로 있다. 어느날 다른 여자와 결혼해 살고있는 옛 애인 한수로부터 집으로 초대를 받는다.

## 출연
- 송옥숙
- 맹상훈
- 박순천
- 정성모
- 원미원
- 노경주
- 박영태
- 김동주
- 국정환
- 김웅철
- 한영숙
- 홍성선
- 문용민
- 송영웅
- 김혜정
- 문혜란
- 신복숙
- 김성찬
- 박희우
- 홍승옥
- 이정훈
- 이상철
- 김민석
- 김응석
- 김환교
- 이재룡
- 한진섭
- 임재경
- 정혜승
- 김재선
- 이종숙
- 윤정원
- 윤광식
- 마형주